# Porkkanalaatikko
Porkkanalaatikko (o, en sueco, morotslåda, ambos significan 'pastel de zanahoria') es un plato tradicional finlandés que se come principalmente en Navidad.

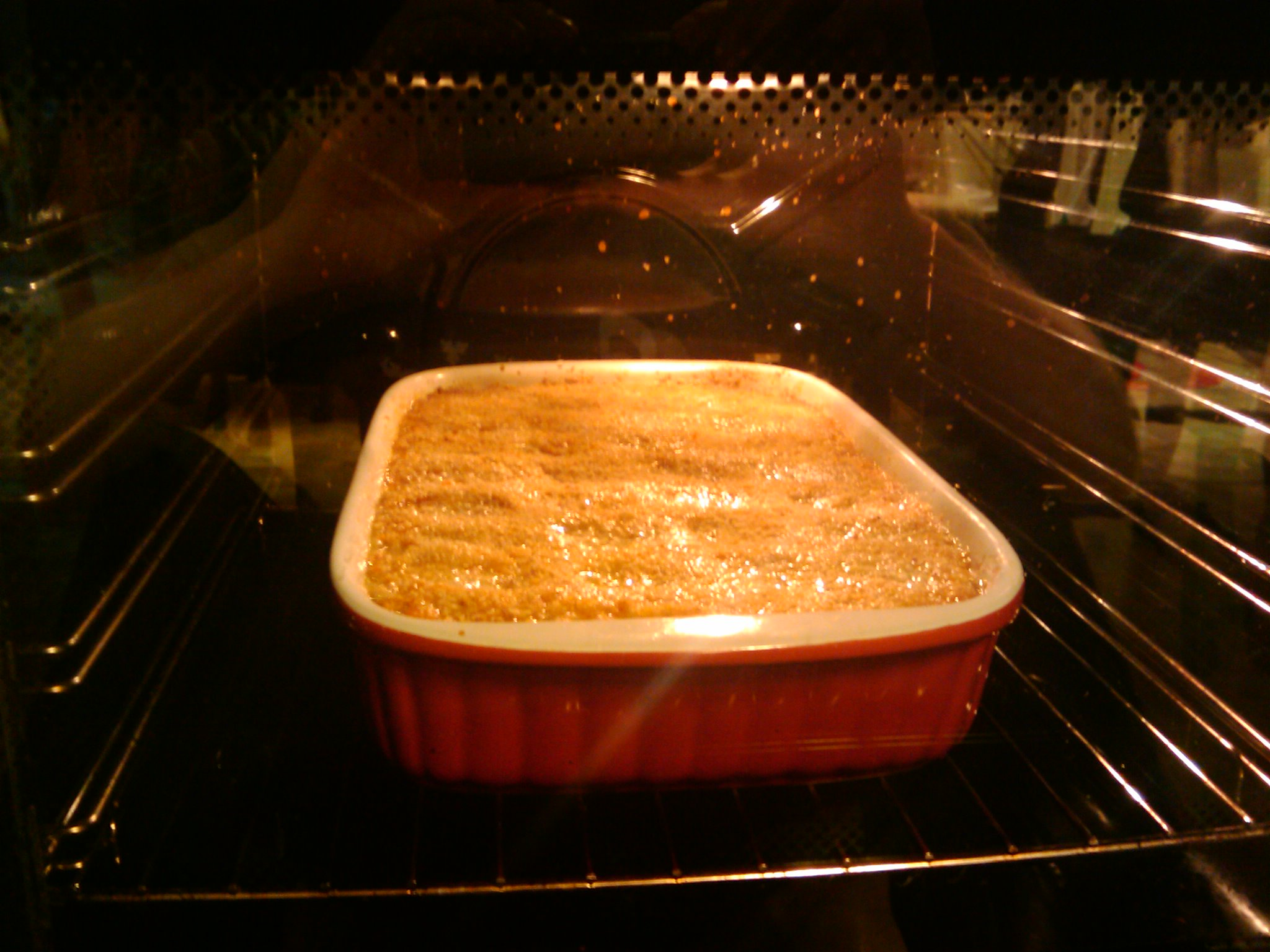
Porkkanalaatikko

Los ingredientes principales son zanahorias, mezcladas con arroz hervido o cebada, y líquido (que puede ser zanahoria, leche o crema). La mantequilla y los huevos se pueden mezclar en el puré, que también se puede aromatizar con azúcar, sal, pimienta blanca y nuez moscada rallada. El puré se pone en un molde y se cuece al horno. No es necesario hervir las zanahorias antes de hornearlas: se pueden rallar y mezclar crudas con los demás ingredientes. Los kanalaatikot de cerdo preparados también se venden en las tiendas de alimentos finlandesas, así como en partes de Suecia con una gran población étnicamente finlandesa.
El plato parece haberse originado en el siglo XIX.